# 富士通テクノロジー・ソリューションズ
富士通テクノロジー・ソリューションズ（ふじつうテクノロジー・ソリューションズ、英文社名：Fujitsu Technology Solutions）は、富士通傘下のコンピュータ機器企業。富士通のIAサーバ開発を包括的に担う企業である。

## 概要
1999年、ドイツのシーメンスと富士通の合弁会社として、富士通シーメンス・コンピューターズ（Fujitsu Siemens Computers）が設立された。
2008年11月4日、富士通による、富士通シーメンス・コンピューターズのシーメンス保有株の取得が合意されたことが発表された。
政府機関が承認を終えた2009年4月1日、富士通シーメンス・コンピューターズは、富士通テクノロジー・ソリューションズへと社名を変更した。
IAサーバの開発はドイツが主体で行っており、製造はドイツのアウクスブルクと日本の福島県で行われている。

## 関連
- PRIMERGY